# Matenrou Opera
Matenrou Opera (яп. 摩天楼オペラ, русс. Опера Небоскрёбов) — японская симфо-метал-группа. Их лирика строится на идее соединения музыки прошлого (классической) и будущего (метал).

## История
Группа сформирована Соно (вокалистом Jeniva) в октябре 2006. Их первый сингл, «alkaloid showcase», вышел в 2007 году 4 мая, одновременно с первым официальным концертом группы в Urawa Narciss, что и считается официальным началом группы.
В 2007 году клавишница Karen и гитарист Mika покинули группу, они были заменены Аямэ (ex-Ry:dia) и Анзи.
В 2008 году они перешли на лейбл Sherow Artist Society и выпустили на нём сингл «Ruri Iro de Egaku Niji», который попал на 11 место в чарте Oricon Indies Chart; EP Gilia получил 7 место и также был издан не только в Японии, но и в Европе. Продюсером группы является вокалист Versailles Камиджо, также группа регулярно участвует в его мероприятиях и турах.
2008 год для группы начался в новом составе, фотографии и профили новых музыкантов появились на сайте группы, этот год стал совершенно новым началом для группы. Они признали, что в 2007 году не выпустили многого того, чего хотели, пообещали в 2008 исправиться.
Группа сдержала обещание: вскоре было объявлено, что новый сингл будет выпущен 5 марта, и дополнили эту новость тем, что в конце марта Matenrou Opera отправятся в турне по Европе вместе с группой Versailles. Тур состоял из шести выступлений в городах Швеции, Финляндии, Германии, Франции и Испании.
В альбом CROSS GATE 2008～chaotic sorrow～ попал трек группы «honey drop», а также alkaloid showcase в альбом Visualy{zm] The Cure Century.
В том же году группа выпустила ещё два макси-сингла: «Spectacular» в сентябре и «LAST SCENE» в декабре.
В марте 2009 года вышел макси-сингл «acedia», попавший на второе место в инди-чарте Oricon, и в июле — альбом ANOMIE, с которым начался тур DAWN OF ANOMIE. Завершением тура послужил грандиозный концерт в Akasaka BLITZ, билеты на который были полностью распроданы в течение нескольких часов, позже вышедший на DVD. Также группа приняла участие в V-ROCK FESTIVAL09 и отыграла совместный тур с DELUHI.
В начале 2010 состоялся тур Emergence from COCOON с финальным концертом в Shibuya C.C. Lemon Hall — Emergence from COCOON～Tour Final Live Film～"Birth of GENESIS" 6 мая. На этом концерте можно было приобрести диски с макси-синглом GENESIS / R, посвященный трёхлетнему юбилею группы.
20 августа 2010 года группа выступила в Shibuya AX с последним концертом в статусе инди и начала подготовку к выпуску первого мейджер-альбома Abyss на новом лейбле King Records.
В начале 2011 группа участвовала в записи альбома Crush! −90’s V-Rock best hit cover songs- с кавером 紅(Kurenai) на X JAPAN.
Летом вышел макси-сингл Helios, тема которого посвящена торжеству жизни и связана с землетрясением. Также вокалист Sono и гитарист Anzi приняли участие в записи благотворительного сингла Hitotsudake ~We Are The One~, вышедшего 14.09.2011. В октябре был выпущен сингл Otoshiana no Soko wa Konna Sekai.
Первый альбом в статусе мейджер вышел 7 марта 2012 и получил название「Justice」.
Осенью 2012 года группа запустила проект, получивший название 喝采と激情のグロリア(Kassai to gekijō no Guroria). Первые два его сингла это Gloria и 『Innovational Symphonia』, а также на март 2013 года назначен релиз второго полноценного мейджер-альбома 喝采と激情のグロリア(Kassai to gekijou no GLORIA).
15 мая 2016 года гитарист Aнзи объявил, что покидает Matenrou Opera после восьми лет с группой. Его последний концерт с группой состоялся в июле того же года в Токио, в Tsutaya O-East. Matenrou Opera продолжали выступать с гитаристом JaY, бывшим гитаристом группы Light Bringer, пока в мае 2018 года не было объявлено, что он станет их новым постоянным гитаристом. 
В 2020 году Соно объявил, что группа перейдет с King Records на его собственный лейбл amairo records. 
В декабре 2020 года Matenrou Opera объявили об уходе JaY из группы, а их последнее выступление с ним транслировалось в прямом эфире 14 декабря. Вскоре после этого группа начала выступать с приглашённым гитаристом Юсукэ Хирага, ранее игравшим в металкор-группе Arise in Stability и в группе Kami Band (сессионные музыканты Babymetal). Он был официально включён в состав в качестве постоянного гитариста в мае 2022 года и участвовал в написании и сочинении песен для альбома Shinjitsu wo Shite Iku Monogatari. Выпущенный в июне 2022 года, это был первый за три года полноформатный альбом Matenrou Opera в составе полноценной группы.  
В 2023 году группа объединилась с Moi dix Mois, Versailles и D для четырёхдневного тура Japanese Visual Metal с 22 сентября по 2 октября. Четыре группы вместе работали над песней «Kyōsōkyoku ~Tanbinaru Kettō~», которая была выпущена как сингл, приписанный к JVM Roses Blood Symphony. 

## Состав
- Sono (苑) — вокал
- Jay — гитара
- Ayame (彩雨) — клавишные, аранжировка
- Yo (燿) — бас-гитара
- Hibiki   — ударные

## Дискография

### Альбомы
- «Gilia» (14 мая 2008)
- «Anomie» (24 июня 2009)
- «Abyss» (22 декабря 2010)
- «Justice» (07 марта 2012)
- «Kassai to Gekijou no Gloria» (06 марта 2013)
- «AVALON» (03 сентября 2014)
- «Chikyuu» (20 января 2016)
- «Phoenix Rising» (19 октября 2016)
- «Pantheon -Part 1-» (12 апреля 2017)
- «Pantheon -Part 2-» (15 ноября 2017)
- «Human Dignity» (27 февраля 2019)
- «Chronos» (22 апреля 2020)
- «Shinjitsu wo Shitteiku Monogatari» (22 июня 2022)
- «Evil» (12 декабря 2023)

### Макси-синглы
- «alkaloid showcase» (4 мая 2007)
- «Ruri iro de egaku niji» (瑠璃色で描く虹, 5 марта 2008)
- «SPECTACULAR» (24 сентября 2008)
- «LAST SCENE» (17 декабря 2008)
- «acedia» (25 марта 2009)
- «Murder Scope» (16 декабря 2009)
- «「GENESIS/R」» (17 мая 2010)
- «Helios» (2011.07.06)

### Синглы
- «Sara» (live-distributed only, 30 октября 2007)
- «Eternal Symphony» (live-distributed only, 23 июля 2009)
- «R» (24 февраля 2010)
- «Otoshiana no Soko wa Konna Sekai» (「落とし穴の底はこんな世界」2011.10.19)
- «Gloria» (03 октября 2012)
- «Innovational Symphonia» (05 декабря 2012)
- «Orb» (04 декабря 2013)
- «Tonari Ni Suwaru Taiyou» (23 июля 2014)

### Сборники
- «COUPLING COLLECTION 08-09» (2009.10.28)
- «INDIES BEST COLLECTION» (2010.11.24)

### PV
- alkaloid showcase
- ANOMIE
- Murder Scope
- R
- Mou Hitori Hanayome
- Helios
- Otoshiana no Soko wa Konna Sekai
- Justice
- Gloria
- Innovational Symphonia
- Kassai to Gekijou no Gloria
- Orb
- Tonari Ni Suwaru Taiyou

### Live
- DAWN OF ANOMIE in Akasaka BLITZ
- Emergence from COCOON～Tour Final Live Film～"Birth of GENESIS"
- MATENROU OPERA −1214- at SHIBUYA AX
- GLORIA TOUR -GRAND FINALE- LIVE FILM in Zepp Tokyo

### Сторонние сборники и альбомы
- CROSS GATE 2008～chaotic sorrow～ (honey drop 31.01.2008)
- Visualy{zm] The Cure Century (alkaloid showcase 30.07.2008)
- Crush! −90’s V-Rock best hit cover songs- (26.01.2011)
- Hitotsudake ~We Are The One~ (14.09.2011)
- V-ANIME ROCKS (01.08.2012)